# NGC 6194
NGC 6194 ist eine 13,8 mag helle, elliptische Galaxie vom Hubble-Typ E-S0 im Sternbild Herkules und etwa 423 Millionen Lichtjahre von der Milchstraße entfernt. 
Sie wurde am 27. April 1827 von John Herschel entdeckt.